# Каражиде (Жетысуская область)
Каражиде (каз. Қаражиде, до 2007 года — Ельтай) — село в Каратальском районе Жетысуской области Казахстана. Административный центр Ельтайского сельского округа. Находится примерно в 20 км к юго-юго-востоку (SSE) от города Уштобе, административного центра района. Код КАТО — 195035100.

## Население
В 1999 году население села составляло 1285 человек (655 мужчин и 630 женщин). По данным переписи 2009 года, в селе проживало 969 человек (493 мужчины и 476 женщин).